# Històries de terror
Històries de terror (títol original en anglès Tales of Terror) és una pel·lícula de comèdia de terror del 1962 d'American International Pictures en color i Panavision, produïda per Samuel Z. Arkoff, James H. Nicholson i Roger Corman, que també la va dirigir. El guió va ser escrit per Richard Matheson, i la pel·lícula és protagonitzada per Vincent Price, Peter Lorre i Basil Rathbone. És la quarta de l'anomenat cicle Corman-Poe de vuit pel·lícules, en gran part amb adaptacions de històries d'Edgar Allan Poe i dirigida per Corman per a AIP. La pel·lícula es va estrenar el 1962 com a sessió doble amb Panic in Year Zero!. Ha estat doblada al català.

## Argument
Consta de tres seqüències breus, basades en els següents contes de Poe: "Morella", "El gat negre" (que es combina amb un altre conte de Poe, "La bota d'amontillado"), i "La veritat sobre el cas del Sr. Valdemar". Cada seqüència s'introdueix mitjançant la narració de veu en off per Vincent Price, que també apareix a les tres narracions.

### "Morella"
Quan Lenora Locke viatja des de Boston per retrobar-se amb el seu pare a la seva mansió decrèpita i amb teranyines, el troba borratxo, desordenat i deprimit. Ell rebutja la seva companyia, insistint que ella va matar la seva mare Morella en el part. Aleshores, la Lenora descobreix que el cos de la seva mare es descompon en un llit de la casa.
La Lenora no pot tornar a Boston i es queda a la casa per cuidar el seu pare. Els seus sentiments es suavitzen cap a ella quan s'assabenta que té una malaltia terminal. Una nit, l'esperit de Morella s'aixeca i mata a Lenora per venjar-se de la seva mort de naixement. Aleshores, el cos de Morella és ressuscitat, esdevenint tan sencer i tan bonic com va ser en vida. Això és a canvi del cos de la Lenora, que ara s'està descomponent on reposa Morella.
Morella escanya el seu marit horroritzat mentre esclata un incendi a la casa. Aleshores, la Morella i la Lenora tornen als seus cossos originals, la Lenora somrient mentre s'estira sobre el seu pare mort, la Morella podrida rient mentre les flames consumeixen la casa i els tres cossos dels Locke.

### "El gat negre"

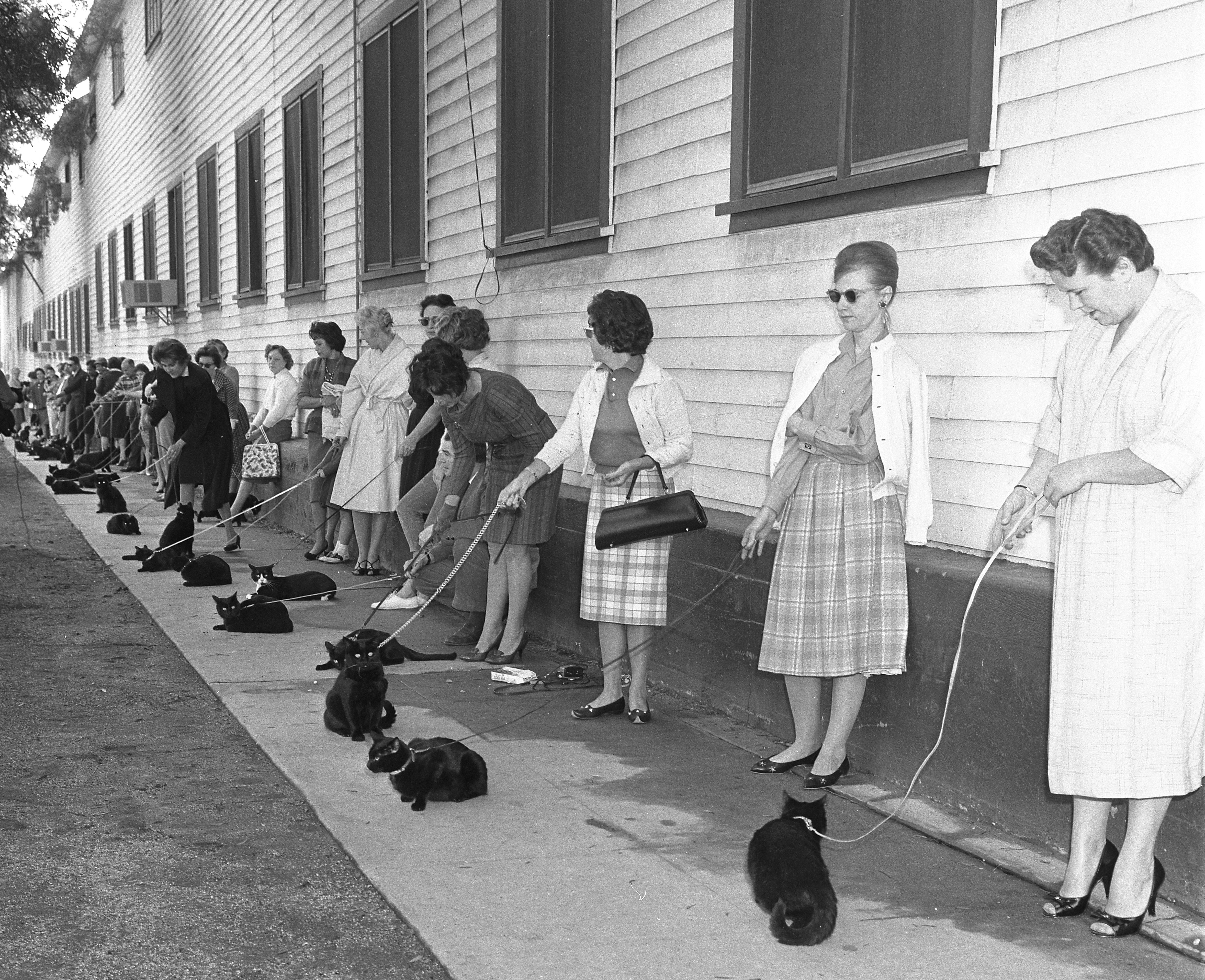
Càsting per a gats negres per al segment "El gat negre" a "Històries de terror", 1961

Montresor Herringbone odia la seva dona Annabelle i el seu gat negre. Una nit de passejada per la ciutat, es troba amb un esdeveniment de tast de vins i desafia a un concurs al tastador de vins més important del món, Fortunato Luchresi. Herringbone identifica amb èxit cada vi, però s'emborratxa. Luchresi l'acompanya a casa i coneix la seva dona.
El temps passa, i l'Annabelle i la Luchresi es fan íntims. Aleshores el banyut Herringbone els sepulta vius en una alcova del soterrani. Tanmateix, no pot escapar de "veure" i "escoltar" tant el gat negre com la parella assassinada burlant-se d'ell. Les autoritats sospiten i dos policies visiten la casa per investigar. En escoltar els crits darrere d'una paret del soterrani, enderroquen la paret per descobrir els amants morts i el gat negre de l'Annabelle. La seqüència acaba amb les paraules de Poe en vermell a la pantalla: "Jo havia emmurallat el monstre negre dins de la tomba!".

### "La veritat sobre el cas del Sr. Valdemar"
Ernest Valdemar s'està morint d'una malaltia dolorosa i empra un hipnotizador, el Sr. Carmichael, per alleujar el seu sofriment posant-lo sota diverses tràncies. Aleshores es queda entre el món dels vius i el dels morts. En tràngol, Valdemar demana a Carmichael que alliberi la seva ànima perquè pugui morir, però Carmichael es nega cruelment.
Passen els mesos i el cos putrefacte de Valdemar roman al seu llit sota el control total de Carmichael. L'hipnotitzador intenta obligar la dona de Valdemar, Helene, a casar-se amb ell. Quan ella es nega, Carmichael l'ataca. El cos pútrid de Valdemar s'aixeca del llit i mata a Carmichael. Helene és rescatada pel metge de Valdemar, el doctor Elliot James, i marxen de l'escena de l'horror.

## Repartiment
| Morella - Vincent Price com a Locke - Maggie Pierce com a Lenora Locke - Leona Gage com a Morella Locke - Ed Cobb com a Cotxer | El gat negre - Vincent Price com Fortunato Luchresi - Peter Lorre com a Montresor Herringbone - Joyce Jameson com Annabel Herringbone - Lennie Weinrib com a policia - Wally Campo com a bartender Wilkins - John Hackett com a policia - Alan DeWitt com a president de la Wine Society | La veritat sobre el cas del Sr. Valdemar - Vincent Price com Ernest Valdemar - Basil Rathbone com el Sr. Carmichael - Debra Paget com a Helene Valdemar - David Frankham com el Dr. Elliot James - Scott Brown com a servent |

## Producció
La pel·lícula es va anunciar el setembre de 1961. Es va rodar el 28 de novembre.
Corman va comentar com Històries de terror es diferenciava de les seves adaptacions cinematogràfiques anteriors publicades per AIP:
| « | Amb Històries de terror, vam intentar fer alguna cosa una mica diferent. El guió era en realitat una sèrie de seqüències dramàtiques i molt aterridores inspirades en diverses històries de Poe. Per trencar les coses, vam intentar introduir humor en una d'elles..." | » |

Les tres històries de la pel·lícula van trigar un total de tres setmanes a ser filmades. Per a la conclusió de "Morella", Corman va reutilitzar alguns decorats i imatges d'esdeveniments del clímax ardent de La caiguda de la casa Usher. La història Morella es va refer a la dècada de 1990 com a The Haunting of Morella.
Price va explicar com es va aconseguir l'efecte de la descomposició lenta a "La veritat sobre el cas del Sr. Valdemar": "Ens vam conformar amb un paquet de fang antic: s'asseca i arrossega la pell i després s'obren esquerdes". Per donar la impressió que la cara de Vincent Price es fon, es va escalfar una barreja de cola, glicerina, midó de blat de moro i pintura de maquillatge i després es va abocar sobre el seu cap. La substància estava tan calenta que Price només la va poder suportar uns segons.
El preferit de les històries de Richard Matheson era l'últim, M. Valdemar. Va pensar que estava "bastant ben fet. Era bastant directe, excepte que vaig afegir el metge i la dona de Valdemar a la història... Van actuar força bé per canviar."

## Recepció
Howard Thompson de The New York Times va qualificar la pel·lícula d'una "adaptació avorrida, absurda i desagradable" i va recomanar que els espectadors només vegin la pel·lícula que l'acompanya en la doble sessió, Burn, Witch, Burn. Variety va escriure, "Si el públic s'haurà quedat coix pel cicle de Poe és una conjectura de qualsevol. El productor Corman, però, interpreta la seva darrera entrada per tot el que val i ha reunit alguns talents d'actuació macabres i saborosos que tenen un força". La ressenya va nomenar "Morella" com la millor de les tres històries. Margaret Harford de Los Angeles Times va escriure, "Els admiradors de Poe gairebé segur que trobaran que 'Històries de terror' no substitueix l'obra original del mestre, però és entretinguda com una altra sessió amb fantasmes." Harrison's Reports va qualificar la pel·lícula com a "Pobre", opinant que "no compleix la seva promesa d'entreteniment apassionant. De fet, està en el costat avorrit de la realització de la pel·lícula." The Monthly Film Bulletin va declarar, "En general, les adaptacions de Poe de Roger Corman mantenen el nivell més alt en el seu camp des de les pel·lícules de terror de baix pressupost dels anys quaranta de Val Lewton", i va assenyalar que el ormat d'antologia va proporcionar "l'avantatge afegit que, per una vegada, no hi ha cap sensació que el material s'estira massa prim."
Al lloc web de l'agregador de ressenyes de la pel·lícula Rotten Tomatoes, la pel·lícula va rebre una puntuació del 71% basada en les ressenyes de 14 enquestats. Time Out va dir que la pel·lícula era "elegant i divertida, però el format de relat curt priva a Corman del ritme majestuós i melancòlic que caracteritza la seva millor obra d'aquest tipus."

## Comercialització
La pel·lícula ha estat llançada dues vegades per MGM en DVD de la regió 1: com a part d'una sessió doble (amb Coses sabudes) el 20 de setembre de 2005, després de nou com a part de la "Vincent Price Scream Legends Collection" l'11 de setembre de 2007.
Dell Comics va publicar una adaptació al còmic de la pel·lícula.
Una novel·lització de la pel·lícula va ser escrita el 1962 per Eunice Sudak, adaptada del guió de Richard Matheson, que va ser publicat per Lancer Books en enquadernació en rústica
El 2011, La-La Land Records va publicar en CD la partitura musical de Les Baxter del segment "Morella" de Històries de terror. També inclou seleccions de la seva partitura utilitzada als crèdits finals de L'home amb raigs X als ulls.